# Марестен
Маресте́н (фр. Marestaing) — коммуна во Франции, находится в регионе Юг — Пиренеи. Департамент — Жер. Входит в состав кантона Л’Иль-Журден. Округ коммуны — Ош.
Код INSEE коммуны — 32234.

## География
Коммуна расположена приблизительно в 600 км к югу от Парижа, в 35 км западнее Тулузы, в 36 км к востоку от Оша.
На востоке коммуны протекает река Сав.

## Климат
Климат умеренно-океанический. Лето жаркое и немного дождливое, температура часто превышает 35 °С. Зимой часто бывает отрицательная температура и ночные заморозки. Годовое количество осадков — 700—900 мм.

## Население
Население коммуны на 2010 год составляло 247 человек.
| 1962 | 1968 | 1975 | 1982 | 1990 | 1999 | 2010 |
| ---- | ---- | ---- | ---- | ---- | ---- | ---- |
| 177  | 137  | 125  | 141  | 155  | 172  | 247  |

## Администрация
| Период | Период | Фамилия       | Партия | Примечания |
| ------ | ------ | ------------- | ------ | ---------- |
| 1944   | 1977   | Констан Идрак |        |            |
| 1977   | 2014   | Жак Лаффон    |        |            |
| 2014   | 2020   | Жан-Мишель Се |        |            |

## Экономика
В 2010 году среди 147 человек трудоспособного возраста (15-64 лет) 119 были экономически активными, 28 — неактивными (показатель активности — 81,0 %, в 1999 году было 77,0 %). Из 119 активных жителей работали 115 человек (56 мужчин и 59 женщин), безработных было 4 (1 мужчина и 3 женщины). Среди 28 неактивных 7 человек были учениками или студентами, 16 — пенсионерами, 5 были неактивными по другим причинам.

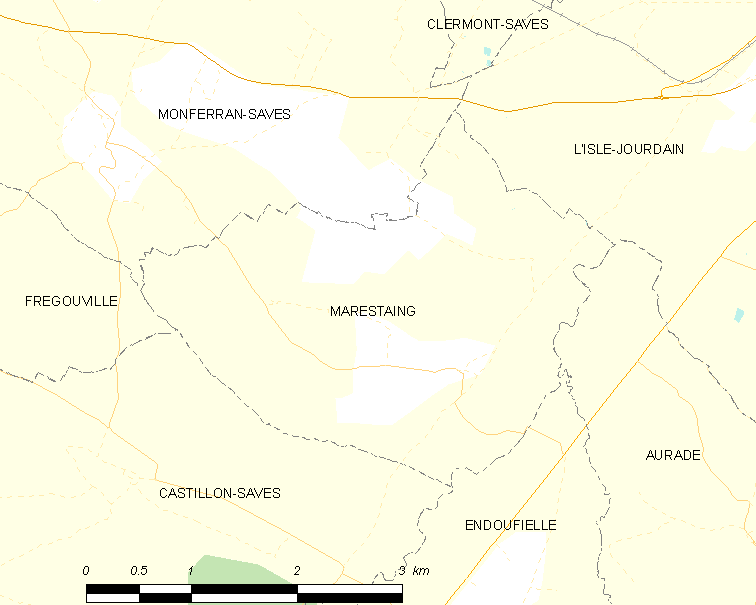
Карта коммуны